# León–Gijón-vasútvonal
Az León–Gijón-vasútvonal egy 1668 mm-es nyomtávolságú, részben kétvágányú, 3000 V egyenárammal villamosított, 171 km hosszúságú vasútvonal Spanyolországban León és Gijón között.  Maximális sebesség a vonatoknak 160 km/h.
A vonal magját a La Robla-Pola de Lena egyvágányú szakasz képezi, amely a Pajares-hágón halad át a Kantábriai-hegységben, a hágó teteje alatt pedig egy alagút vezet át. Ennek a szakasznak az északi oldala - spanyolul Rampa de Pajares - különösen nehéz terepen fekszik, és hegyi vasútnak tervezték. A vonal fennmaradó része kétvágányú.
A hegyi vonalat a közeljövőben egy új vasútvonal, a Variante de Pajares váltja fel, 24,7 km hosszúságú Pajares-bázisalagút.

## Története
Az 1840-es években megkezdődött a kereskedelmi célú szénbányászat Asztúriában, amely hamarosan Spanyolország legnagyobb nehézipari régiójává vált. A termékek elszállításához vasúti összeköttetésre volt szükség az ország belsejébe, amely egyúttal Kasztília és Leónból mezőgazdasági termékeket tudott Asztúriába szállítani. 1864-ben José Ruiz de Quevedo koncessziót kapott a León–Gijón-vasútvonalra, amelyet a Compañía del Noroeste de España (Noroeste) nevű vasúttársaságnak adtak át. 1864-ben a vasúttársaság feladata volt az Astorga-La Coruña vonal megépítése is Galícia megnyitása érdekében. A két hegyvidéki vonal nehéz terepen történő megépítése azonban túlterhelte a társaság pénzügyeit, így 1880 decemberében csődöt kellett jelentenie. Ekkorra csak a déli León-La Robla-Busdongo és az északi Gijón-Pola de Lena vasút készült el; a Pajares-hágó északi oldalán húzódó nehéz hegyi útvonal még hiányzott. Egy francia bankokból álló konzorcium alapította meg a társaságot.
Francia bankok konzorciuma a Norte nevű nagy spanyol vasúttársasággal együtt megalakította a Compañía de los Ferrocarriles de Asturias, Galicia y León (AGL) társaságot, amelyben a Norte a részvények 15%-át birtokolta. Míg a Galíciába vezető vasútvonal építését azonnal folytatták annak teljes hosszában, az AGL csak az Asztúria felé vezető vasútvonal északi felhajtójának, a Puente de los Fierros-Pola de Lena szakasznak a könnyebb alsó részét fejezte be. Az északi rámpa fennmaradó részének tervét felül kellett vizsgálni és költséghatékonyabbá kellett tenni. Egy 23 km-rel rövidebb, szűkebb sugarú, 35 ‰-es emelkedővel rendelkező útvonalat javasoltak. Az elképzelés azonban Asztúriában ellenállásba ütközött, és 1881 márciusában Oviedóban, Asztúria fővárosában tüntetésre került sor a projekt ellen. Később kiderült, hogy az AGL valójában egy 37 km-rel rövidített vonalat tervezett, amelynek legnagyobb emelkedését Puente de los Fierros és Pajares között egy fogasszakasszal akarták leküzdeni. Ugyanezen év júniusában a spanyol kormány mindkét tervet elutasította, és az eredeti terven folytatták a munkát. A forgalom a teljes útvonalon végül 1884. augusztus 15-én indulhatott meg.

## Képek

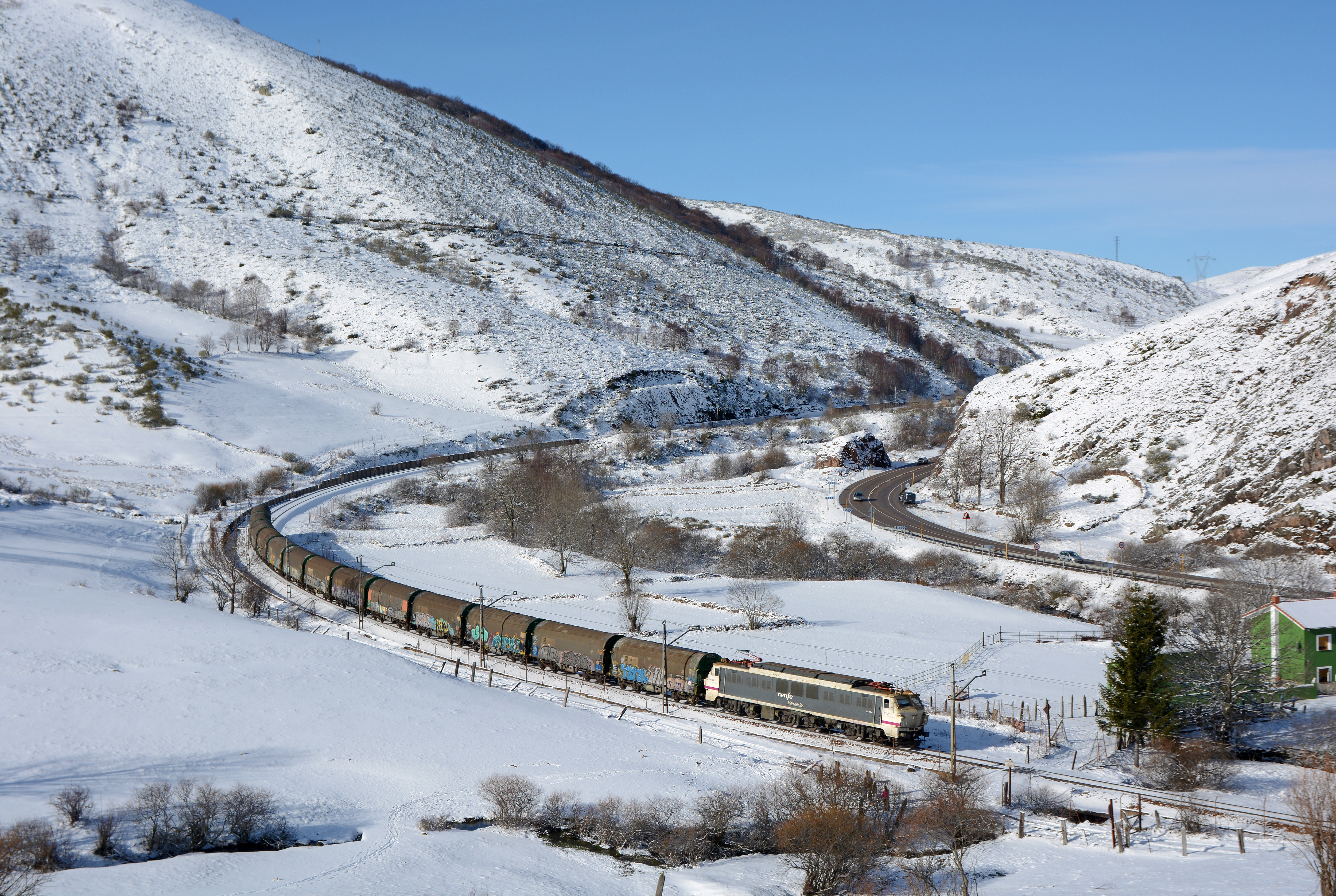
Tehervonat 2016 januárjában a vonalon
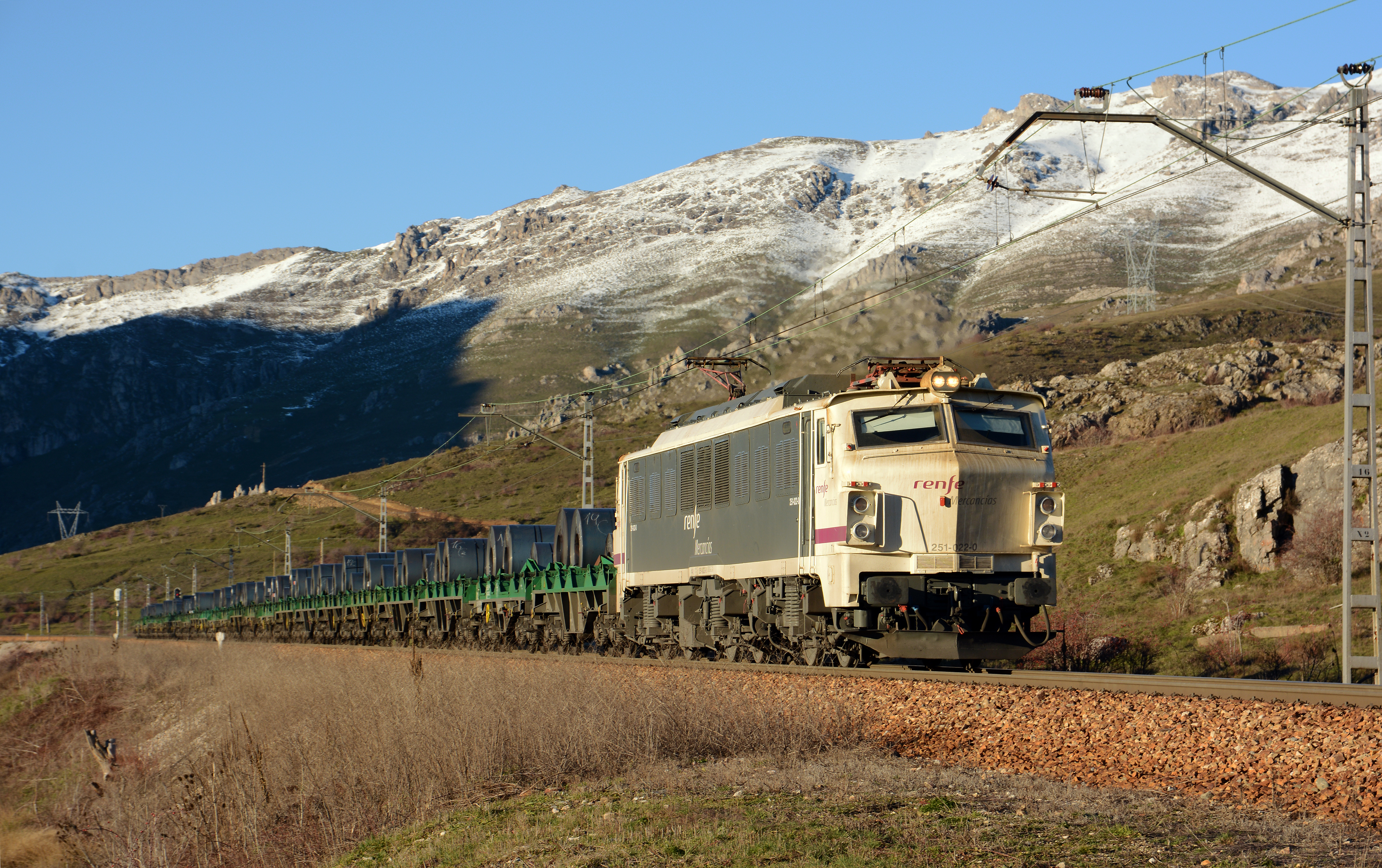
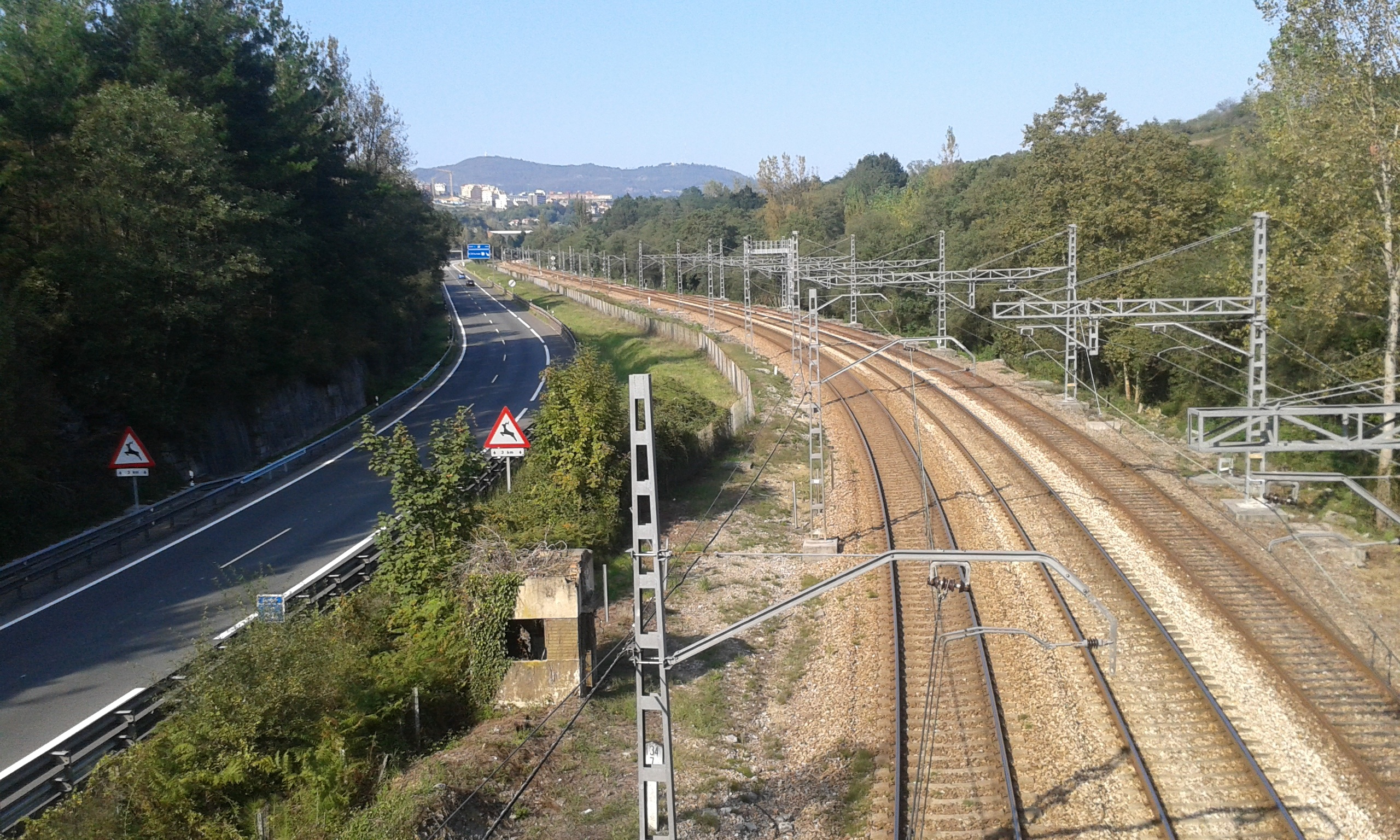
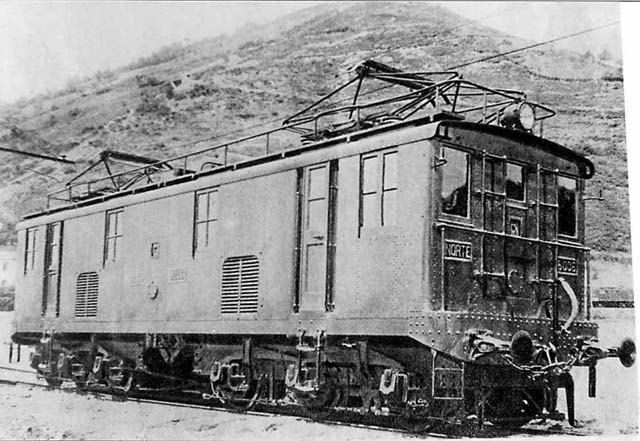
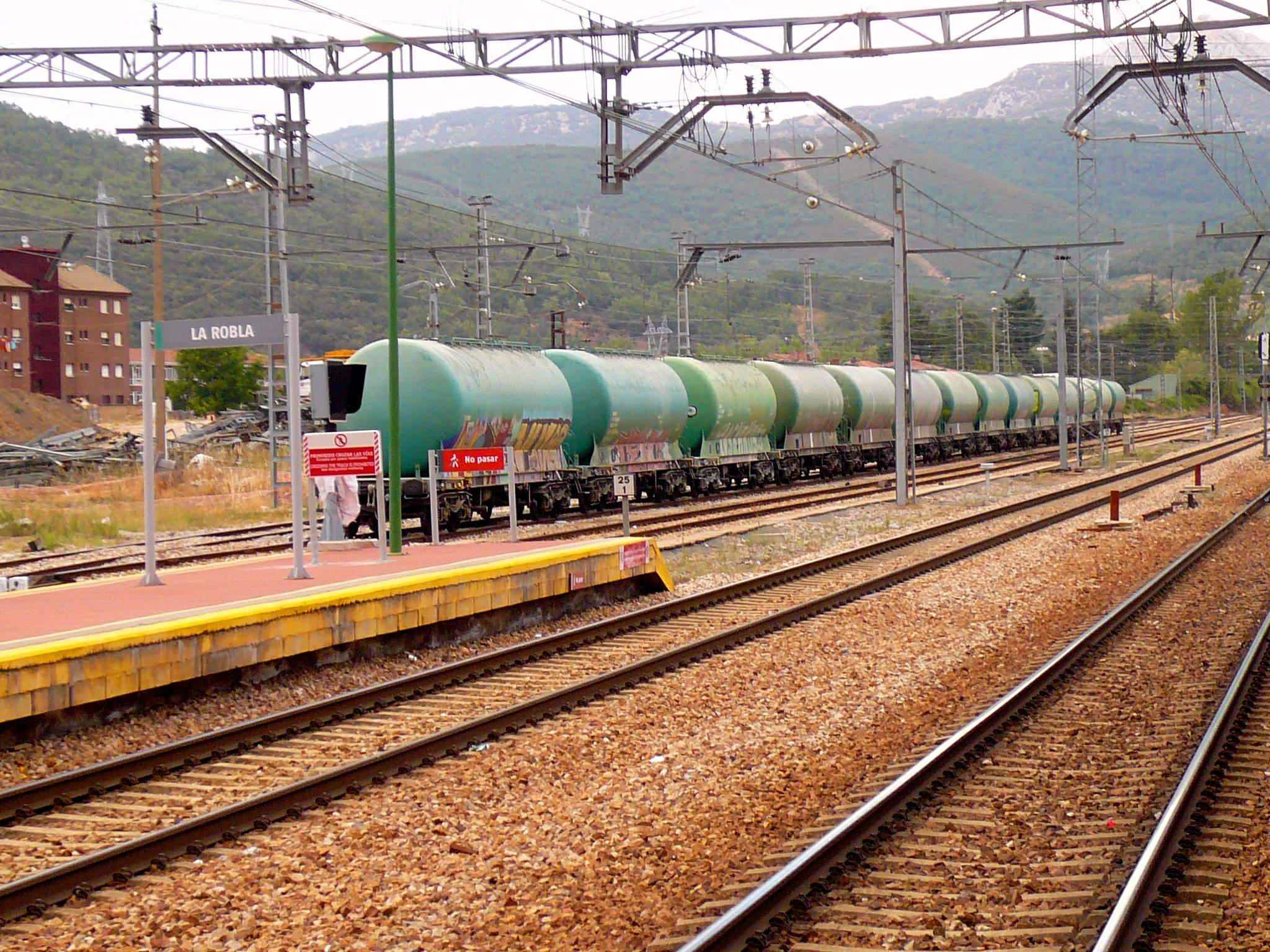
La Robla állomás
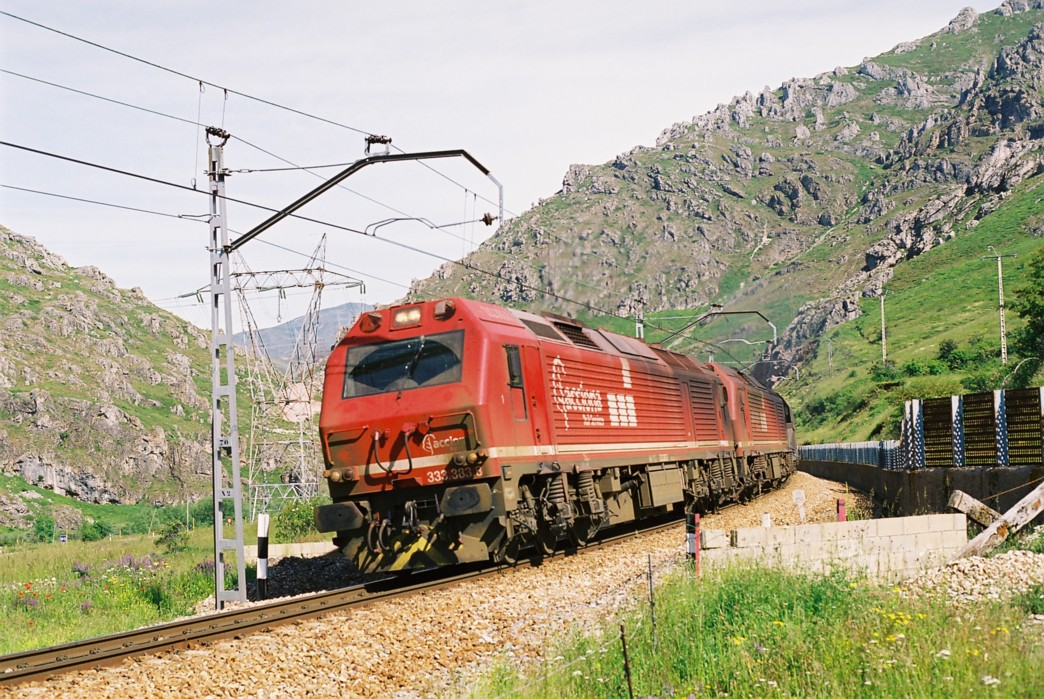